# Troféu HQ Mix de melhor site sobre quadrinhos
Site sobre quadrinhos foi uma das categorias do Troféu HQ Mix, premiação brasileira dedicada aos quadrinhos que é realizada pela Associação dos Cartunistas do Brasil (ACB) e pelo Instituto do Memorial das Artes Gráficas do Brasil (IMAG) desde 1989.

## História
A categoria "Revista sobre quadrinhos" foi criada em 1997 com o objetivo de premiar revistas noticiosas dedicadas a histórias em quadrinhos ou que as abordassem com destaque. Em 2003, a categoria foi rebatizada como "Publicação sobre quadrinhos". Como a categoria de "Revista sobre quadrinhos" se focava especificamente nas publicações impressas, em 1999 foi criada a categoria "Site sobre quadrinhos" e, em 2008, "Blog sobre quadrinhos", voltadas, respectivamente, para websites e blogs noticiosos sobre histórias em quadrinhos.
A partir de 2009, as três categorias foram mescladas em "Mídia sobre quadrinhos", que passou a englobar qualquer tipo de publicação, impressa ou online, que abordasse os quadrinhos. Os vencedores eram escolhidos por votação entre profissionais da área (roteiristas, desenhistas, jornalistas, editores, pesquisadores etc.) a partir de uma lista de sete indicados elaborada pela comissão organizadora do evento, com exceção da edição de 2012 (que também foi a última dessa categoria no Troféu HQ Mix), cujo vencedor foi escolhido pela comissão organizadora e pelo júri especial do evento.

## Vencedores e indicados
| Ano  | Site          | URL        | Outros indicados                                                                  | Notas         |
| ---- | ------------- | ---------- | --------------------------------------------------------------------------------- | ------------- |
| 1999 | Area-51       | Fora do ar |                                                                                   | [ 1 ]         |
| 2000 | Planet Comics | Fora do ar |                                                                                   | [ 6 ]         |
| 2001 | Universo HQ   | Link       |                                                                                   | [ 7 ]         |
| 2002 | Universo HQ   | Link       |                                                                                   | [ 8 ]         |
| 2003 | Universo HQ   | Link       |                                                                                   | [ 2 ]         |
| 2004 | Universo HQ   | Link       |                                                                                   | [ 9 ]         |
| 2005 | Universo HQ   | Link       |                                                                                   | [ 10 ]        |
| 2006 | Universo HQ   | Link       | - Bigorna - Fábrica de Quadrinhos - Herói - HQ Maniacs - Sobrecarga - Zine Brasil | [ 11 ] [ 12 ] |
| 2007 | Universo HQ   | Link       | - A Arca - Bigorna - Fábrica de Quadrinhos - Fanboy - HQ Maniacs - Pop Balões     | [ 13 ] [ 14 ] |
| 2008 | Universo HQ   | Link       | - Bigorna - Fanboy - Guia dos Quadrinhos - HQ Maniacs - MundoHQ - Omelete         | [ 3 ] [ 15 ]  |